# 國立中山大學管理學院
國立中山大學管理學院（英語：College of Management, National Sun Yat-sen University），簡稱中山管院，是國立中山大學的六所學院之一，為滿足工商大城高雄市的社會需求，管院前身「國立中山大學企業管理學系」於1980年應運而生。該院被歐洲權威商學院排名機構Eduniversal評定為「頂尖商學院」。是「亞太國際商務教育暨研究聯盟（PACIBER）」會員。

## 沿革
- 1980年，國立中山大學企業管理學系。
- 1984年，國立中山大學管理學院、國立中山大學資訊管理學系。
- 1986年，國立中山大學財務管理學系。
- 1992年，國立中山大學公共事務管理研究所。
- 1993年，國立中山大學人力資源管理研究所。
- 1997年，國立中山大學傳播管理研究所（2014年更名：行銷傳播管理研究所）。
- 1998年，開辦南臺灣第一個「高階經營碩士班（EMBA）」。
- 2000年，開辦臺灣第一個「國際高階經營碩士班（IEMBA）」。
- 2002年，國立中山大學醫務管理研究所（2014年併入企業管理學系）。
- 2005年，開辦高階經營管理碩士班亞太營運管理組（AP-EMBA）。
- 2005年，成為臺灣第一個通過AACSB認證的國立大學商管學院。
- 2011年，攜手同濟大學共同開辦「兩岸高階經營管理碩士在職專班（CSEMBA）」。
- 2010年，臺灣第一所通過AACSB聯盟再認證之商管學院，晉身全球前5%商管學院認證名校行列。
- 2015年，臺灣第一所且連續三次通過AACSB認證之國立大學。

## 校園

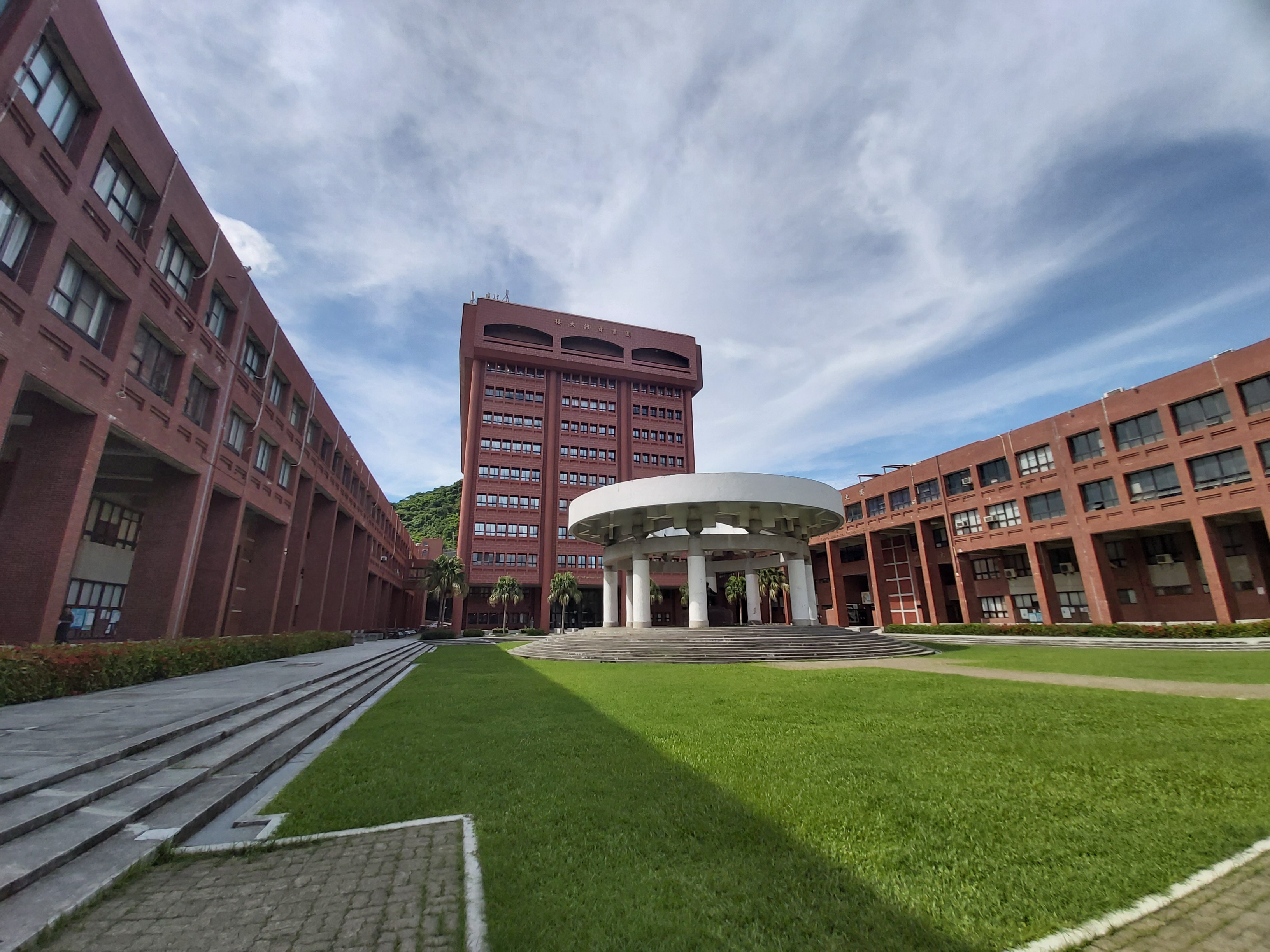
國立中山大學管理學院（圖左）、圖書資訊大樓（中）和工學院。

- 管院位於社管大樓北側，毗鄰西子灣海水浴場、蔣公行館、大學圖書館。
- 管院正對面為工學院。

## 美國CFA協會（CFA Institute）大學合作夥伴學校認證
其於2013年通過美國特許金融分析師（CFA）協會之課程認證，並成為其在北台灣以外唯一的大學合作夥伴，全台僅該院以及國立台灣大學、國立政治大學取得。

## 系所單位
截至目前，該院共擁有企業管理學系（所）、資訊管理學系（所）、財務管理學系（所）、公共事務管理研究所、人力資源管理研究所、行銷傳播管理研究所、醫務管理研究所，並開設IBMBA、Global HRM MBA、APEMBA等高階經管碩士班，與同濟大學於2011年成立CSEMBA。
- 企業管理學系（學、碩、博士班）
- 資訊管理學系（學、碩、博士班）
- 財務管理學系（學、碩、博士班）
- 公共事務管理研究所（碩、博士班）
- 人力資源管理研究所（碩、博士班）
- 行銷傳播管理研究所（碩士班）
- 醫務管理研究所（碩士班）
- 高階經營管理碩士班（EMBA）（碩士班）
  - 高階經營管理碩士班亞太營運管理組 （APEMBA）（在臺北開班）
  - 兩岸高階經營管理碩士在職專班（CSEMBA）
- 國際經營管理碩士學位學程（IBMBA）（碩士班）
- 人力資源管理全英語碩士學位學程( GHRM MBA )（碩士班）

## 學程

### 院內
- 國際經營管理碩士學程
- 國際企業管理英文學程

### 跨國
- ACT全球商管學程：與维多利亚大学 (加拿大)、約翰開普勒林茲大學（奧地利）合辦，並入選國合會「2018年雙邊交流典範案例」
- 法國ESSCA雙聯學位：與昂傑高等商學院（法國）合辦
- 法國KEDGE雙聯學位：與馬賽商學院（法國）合辦
- 奧地利JKU雙聯學位：與約翰開普勒林茲大學合辦
- 英國NTU雙聯學位：與諾丁漢特倫特大學（英國）合辦
- 美國UCR 1+1/1+2碩士學程：與加利福尼亞大學河濱分校（美國）合辦

## 研究中心
- 都會發展與環境規劃中心
- 城鄉與環境發展研究中心
- 管理學術研究中心
- 智慧電子商務研究中心：中華民國唯一歐盟第七期科研架構計畫（7th Framework Programme, FP7）社會經濟人文領域國家聯絡據點（SSH-NCP），南台灣唯一連續入選「邁向頂尖大學計畫」、「高教深耕計畫：全球鏈結（Global Taiwan）研究中心」
- 國家政策研究中心
- 創意與創新研究中心
- 社會企業發展研究中心

## 出版物
- 中山管理評論（页面存档备份，存于）
- 電子商務時報（页面存档备份，存于）
- 中山管院電子報（页面存档备份，存于）

## 外部連結
- 國立中山大學管理學院 （页面存档备份，存于）